# Rollo (département)
Pour les articles homonymes, voir Rollo (homonymie).
Pour le village chef-lieu, voir Rollo.
Rollo est un département et une commune rurale de la province du Bam, situé dans la région du Centre-Nord au Burkina Faso.

## Géographie
Le département et la commune rurale de Rollo est administrativement composé de vingt-et-un villages, dont le village chef-lieu (données de population consolidées issues du recensement général de 2006) :
- Barkana (1 135 habitants)
- Barkana-Foulbé (264 habitants)
- Boulguin (1 230 habitants)
- Gondékoubé (3 721 habitants)
- Ibi (1 398 habitants)
- Igondéga (420 habitants)
- Kangaré (2 569 habitants)
- Kangaré-Foulbé (484 habitants)
- Kobséré (747 habitants)
- Koulwéogo (873 habitants)
- Lourfa (1 264 habitants)
- Ouenné (414 habitants)
- Ouittenga (543 habitants)
- Pogoro (1 441 habitants)
- Pogoro-Foulbé (1 014 habitants)
- Rollo (8 401 habitants), chef-lieu
- Rollo-Foulbé (526 habitants)
- Tampouï (1 073 habitants)
- Tanlili (719 habitants)
- Toéssin (1 045 habitants)
- Toéssin-Foulbé (1 148 habitants)

## Démographie
| 1996   | 2006   |
| ------ | ------ |
| 25 631 | 27 242 |

## Administration

### Maires
En 2007, dans le cadre de la décentralisation politique, de nouveaux maires sont élus pour remplacer les politiciens en place. Issa Ouermi devient premier maire du département de Rollo. Les maires de Rollo ont été successivement :
- Ouermi Issa  (2006-2013)
- Djibrill Tall (2013-2014)
- Délégation spéciale (2014-2016)
- Djibril Tall (2016---)

### Jumelages
Le département de Rollo est jumelé avec la ville française de Harfleur, dans le cadre d'un protocole d'amitié signé à Rollo, le 29 janvier 2004, par Boukary Karama, préfet de Rollo, et François Guégan, maire de Harfleur.
La ville de Rollo est jumelée, depuis 1992, avec la ville de Harfleur (Seine-Maritime, France). Depuis octobre 2008, Rollo est également jumelée avec la ville d'Aubière (Puy-de-Dôme, France). Harfleur et Aubière se concertent, à propos de ce jumelage, dans le cadre d'une coopération décentralisée, coordonnée par le conseil général de la Seine-Maritime, lui-même jumelé avec la province Bam, dans laquelle se trouve Rollo.

## Éducation
Rollo compte deux lycées :
- Lycée départemental de Rollo
- Lycée de Kangaré

et trois collèges :
- Collège A de Rollo
- Collège B de Rollo
- Collège de Pogoro

## Santé
Le département de Rollo compte trois centres de santé et de promotion sociale (CSPS) :
- Centre de santé de Rollo
- Centre de sante de Kangaré
- Centre de santé de Gondékoubé

Le centre médical avec antenne chirurgical se trouve à Kongoussi.